# 田添鉄二

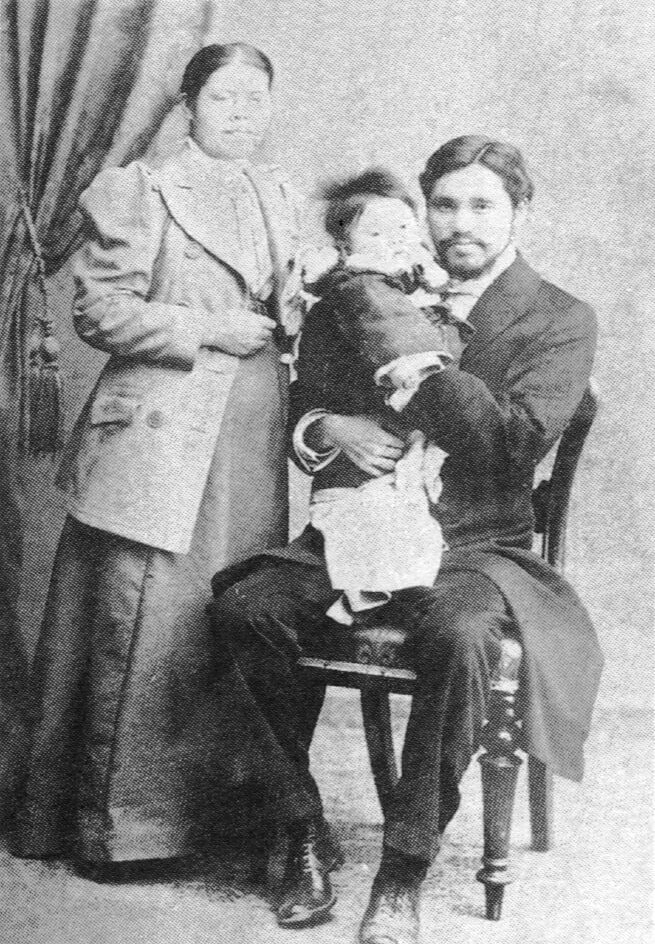
田添鉄二（右）と妻の幸枝（左、旧姓：中尾）

田添 鉄二（たぞえ てつじ、1875年（明治8年）7月24日 ‐ 1908年（明治41年）3月19日）は、明治時代の社会主義者。

## 経歴・人物
熊本県飽田郡中緑村（現・熊本市南区）に生まれ、1892年（明治25年）にメソジスト教会で受洗する。
熊本英学校を卒業した後、長崎に移住して鎮西学院で学ぶ。1898年（明治31年）留学のため渡米し、シカゴ大学に入学する。アルビオン・スモール等の著名な社会学者を主とした社会学や宗教学を学んだ。
1900年（明治33年）帰国し、『鎮西日報』の主筆となった。これによって上京後の1901年（明治34年）に社会主義運動に参加し、1906年（明治39年）には社会党（後の日本社会党）の創設者及び評議員となり、幸徳秋水が提唱した直接行動論を批判して議会主義政策を提唱する等、明治期における有力な社会主義思想家となった。
1908年（明治41年）結核により死去したが、没後も多くの人々から支えられる社会主義者であった。

## 著作

### 新聞
- 『社会新聞』‐ 片山潜と共著、刊行。

### 著書
- 『経済進化論』‐ 1904年（明治37年）に刊行。
- 『近世社会主義史』‐ 1908年（明治41年）に刊行。

## 関連書籍
- 岡本宏『田添鉄二―明治社会主義の知性』岩波書店<岩波新書>、1971年
- 『田添鉄二その歩みと思想 : いま輝く明治社会主義の知性』（田添鉄二没後105周年記念行事記録集）田添鉄二顕彰碑をつくる会、2013年